# Rotheca calundensis
Rotheca calundensis là một loài thực vật có hoa trong họ Hoa môi. Loài này được (R.Fern.) R.Fern. mô tả khoa học đầu tiên năm 2000.